# Dom Turysty w Augustowie
Dom Turysty w Augustowie − zabytkowy obiekt turystyczny w Augustowie.
Budynek położony jest w lesie nad jeziorem Necko na Białej Górze przy ul. Sportowej 1 w części miasta nazywanej Klonownica.
Budowa gmachu została zainicjowana w 1936 r. przez Ligę Popierania Turystyki. Projekt w stylu modernistycznym wykonał Maciej Nowicki przy współpracy Stanisławy Nowickiej, Aleksandra Kodelskiego i Władysława Stokowskiego. Szacunkowy koszt budowy wyniósł 700 tys. zł. Pokryto go z funduszy miejskich oraz subwencji rządowej i z Funduszu Pracy.
Prace budowlane rozpoczęły się w październiku 1937, a zakończyły na wiosnę 1938 r. Prace montażowe i wykończeniowe trwały do lutego 1939. Pierwotnie budynek miał być otynkowany, jednak z powodu ograniczeń finansowych odstąpiono od otynkowania za zgodą architekta. Otwarcie obiektu nastąpiło 27 maja 1939. Hotel miał 70 pokoi na 100 łóżek, salę dancingową, bufet, bilardy, pokoje brydżowe, a także własną plażę, garaże i parking. W 1939 miał gościć uczestników mistrzostw Europy w żeglarstwie, które jednak nie odbyły się z powodu napiętej sytuacji międzynarodowej.
Hotel został zniszczony podczas II wojny światowej. Odbudowano go w 1948 z inicjatywy Polskiego Towarzystwa Krajoznawczego (od 1950 – Polskie Towarzystwo Turystyczno-Krajoznawcze). W 1953 obok budynku powstała stanica wodna. Ośrodek PTTK funkcjonował do lat 90. XX w. Obecnie w budynku mieści się Zajazd Turystyczny „Hetman”.